# Achutupo
Achutupu, ook Achutupu o isla Perro is een plaats (lugar poblado) in de gemeente (distrito) Gunayala (prov. Gunayala) in Panama. In 2010 was het inwoneraantal 1600. 